# Krum Welkow
Krum Deltschew Welkow (bulgarisch Крум Делчев Велков; * 29. Dezember 1902 in Pernik; † 18. April 1960 in Belowo) war ein bulgarischer Schriftsteller.
Welkow verfasste Romane. Als sein wichtigstes Werk gilt der Roman Das Dorf Borowo, in dem er die Ereignisse um den Septemberaufstand von 1923 verarbeitete. Er wurde auch mit dem Dimitrow-Preis ausgezeichnet. 